# Dicentra eximia
Dicentra eximia là một loài thực vật có hoa trong họ Anh túc. Loài này được (Ker Gawl.) Torr. mô tả khoa học đầu tiên năm 1843.

## Hình ảnh

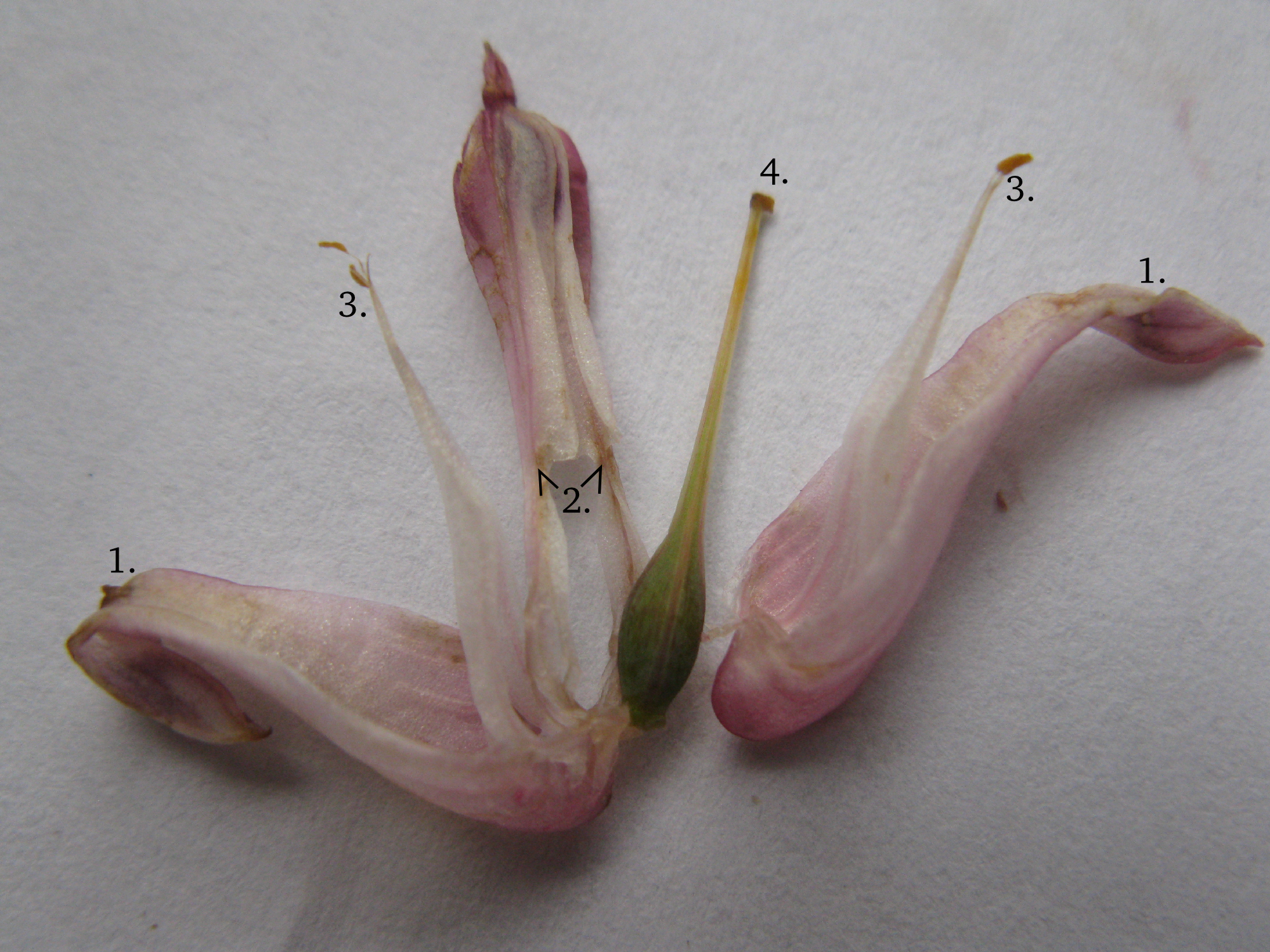
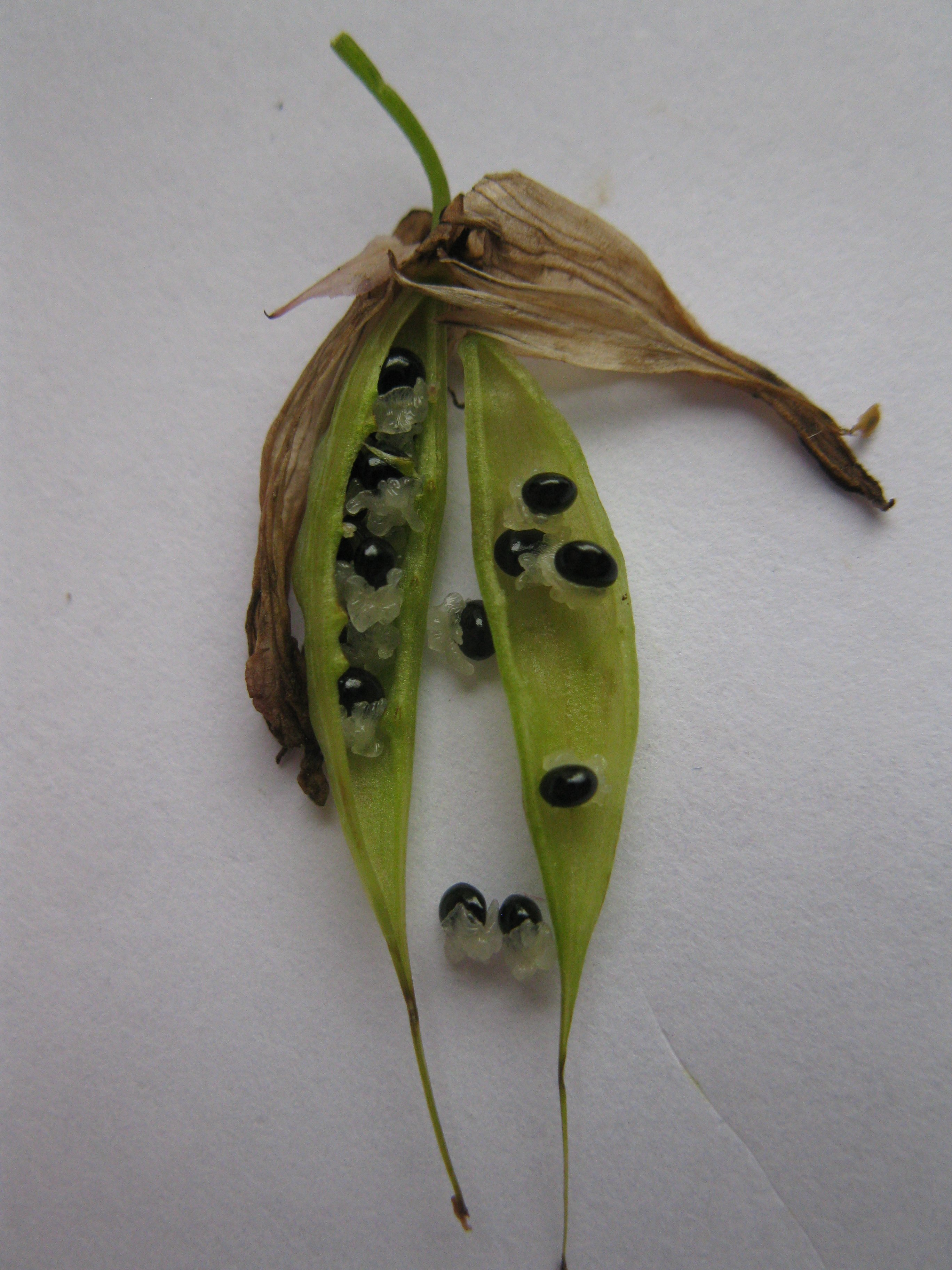
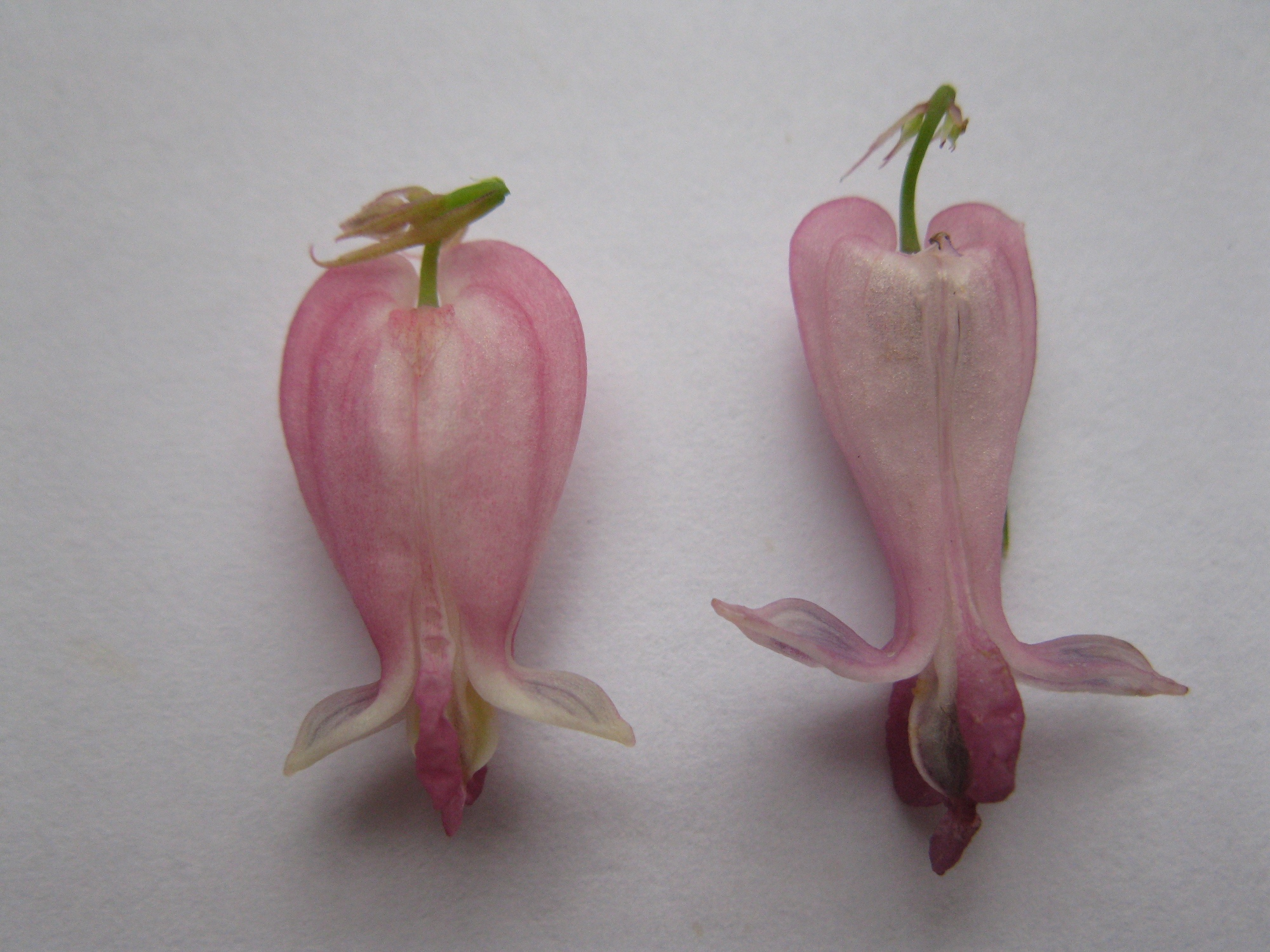
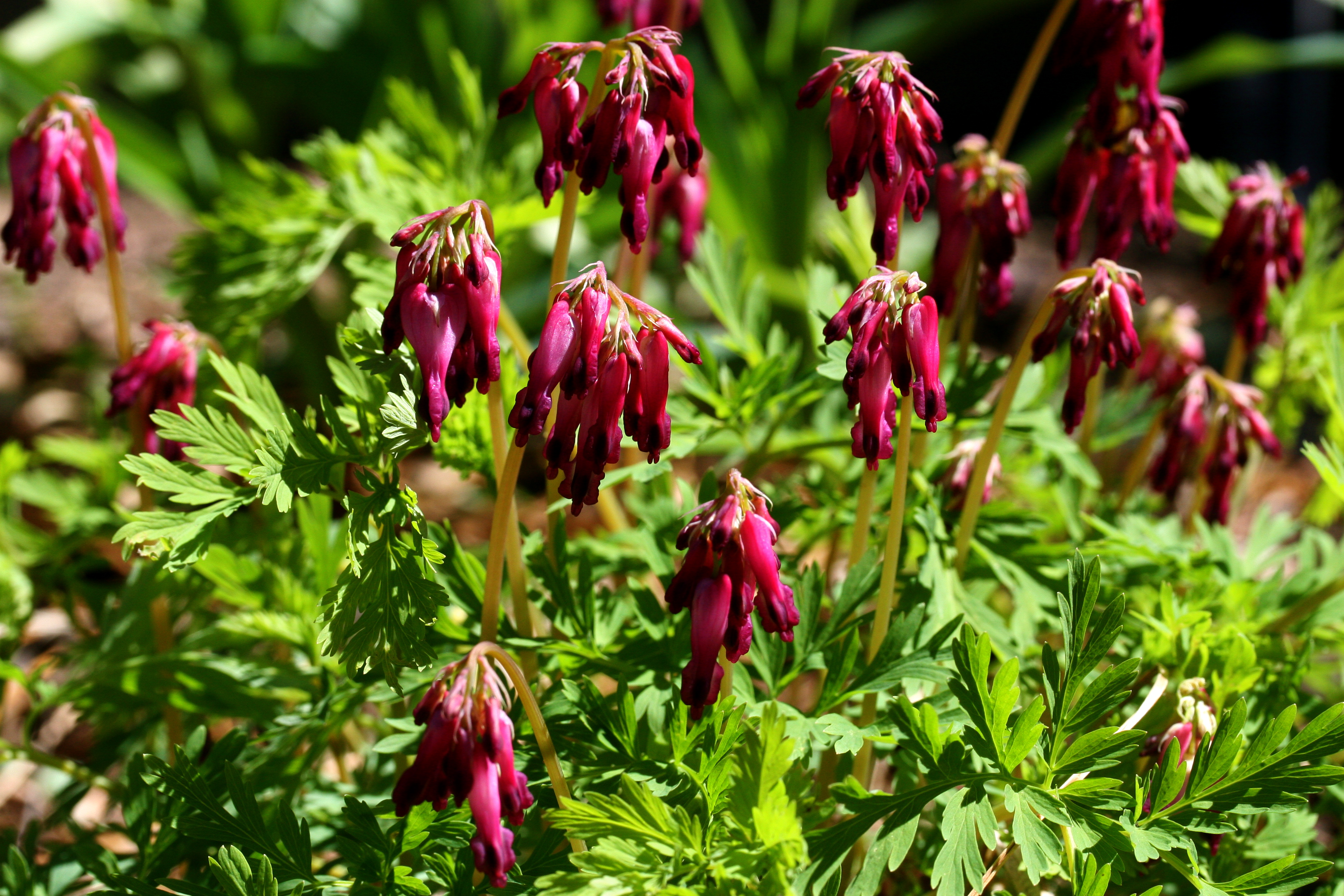